# I'm Glad You're Here with Me Tonight
I'm Glad You're Here with Me Tonight è l'undicesimo album discografico in studio del cantautore statunitense Neil Diamond, pubblicato nel 1977.

## Tracce
Lato 1
Testi e musiche di Neil Diamond, eccetto dove indicato.
1. God Only Knows – 4:01 (Brian Wilson, Tony Asher)
2. Let Me Take You in My Arms Again – 2:56 (Neil Diamond)
3. Once in a While – 3:34 (Neil Diamond)
4. Let the Little Boy Sing – 3:24 (Neil Diamond, Bob Gaudio)
5. I'm Glad You're Here With Me Tonight – 4:18 (Bob Gaudio, Judy Parker)

Lato 2
Testi e musiche di Neil Diamond, eccetto dove indicato.
1. Lament in D Minor – 1:10 (Richard Bennett)
2. Dance of the Sabres – 4:46 (Neil Diamond)
3. Desiree – 3:19 (Neil Diamond)
4. As If – 3:26 (Neil Diamond)
5. You Don't Bring Me Flowers – 3:08 (Neil Diamond, Alan Bergman, Marilyn Bergman)
6. Free Man in Paris – 4:46 (Joni Mitchell)

## Classifiche
- Billboard 200 - #6[1]